# Мутапов шанац
Мутапов шанац је грађевина која је саграђена током Првог српског устанка. С обзиром да представља значајну историјску грађевину, проглашена је непокретним културним добром Републике Србије. Налази се у Љубању, под заштитом је Завода за заштиту споменика културе Краљево.

## Историја
На падинама Златибора, у селу Љубање, су се налазили остаци устаничког утврђења ‒ шанца из Првог српског устанка. Шанац је у народу познат као Мутапов и налази се на месту са ког су контролисани путни правци према Старом Влаху и Босни. Лазар Мутап, војвода моравски и чачански и буљубаша драгачевски, је био ратник и војсковођа током устаничког периода почетком 19. века. Учествовао је у ослобађању Ужица током Првог српског устанка 1805. и 1807. године. Народно предање везује име Лазара Мутапа за бој на Љубањама 1815. и за остатке шанца у овом селу. Верује се да је Мутап предводио устанике на Љубањама када је разбијена војска Ђул-бега и Зенил-бега који су из Босне кренули да пруже помоћ Турцима опкољеним у Ужицу. Међутим, Лазар Мутап је погинуо на Љубићу почетком маја 1815. и није могао учествовати у боју на Љубањама током Другог српског устанка. Континуирана обрада земљишта је у потпуности поравнала простор шанца са околним површинама. У централни регистар је уписан 25. маја 2011. под бројем СК 2102, а у регистар Завода за заштиту споменика културе Краљево 27. септембра 2010. под бројем СК 254.